# Lion (1804)
Pour les articles homonymes, voir Lion (homonymie).
Le Lion est un vaisseau de 74 canons de la classe Téméraire, en service dans la Marine française entre 1804 et 1809.

## Service actif
La construction du Lion débute le 30 juin 1802. Il est lancé le 12 janvier 1804 avant d'être armé le 10 mai 1804. Du 16 juillet au 24 décembre 1805, le Lion participe, sous les ordres du capitaine de vaisseau Soleil à la « croisière invisible » du commandant Allemand. 
En 1807, il est commandé par le capitaine de vaisseau Bonamy et appartient à l'escadre de Rochefort.
Désarmé le 1er juin 1807, il réarme à Toulon le 1er juin 1808. Il quitte la rade le 21 octobre 1809 pour escorter un convoi aux ordres de Baudin à destination de la baie de Rosas afin de ravitailler l'armée française en Catalogne. Le 25 octobre, poursuivi par l'escadre du vice-amiral COllingwood, le Lion et le Robuste s'échouent entre Aigues-Mortes et Sète. Les navires sont incendiés le lendemain afin d'éviter leur capture,.